# Leçons de ténèbres
Leçons de ténèbres ( lit. 'lecciones de oscuridad'; a veces escrito Leçons des ténèbres ) es un género de música barroca francesa que se desarrolló a partir de los escenarios de lamentaciones polifónicas para el Oficio de tinieblas de compositores del Renacimiento como Sermisy, Gesualdo, Brumel, Tallis y Tomás Luis de Victoria en música de camara.

## Escritura francesa
En las fuentes originales francesas "Leçons de ténèbres" es más común; la ortografía "Leçons des ténèbres" es cada vez más común en recursos posteriores, pero las fuentes modernas todavía usan "de", como se ve en Les offices de Ténèbres en France, 1650-1790 de Sébastien Gaudelus. (2005). La capitalización de "ténèbres" varía de acuerdo al periodo.

## Función litúrgica
El servicio tenebrae utiliza el texto de las Lamentaciones de Jeremías, que originalmente deploraba el asedio de Jerusalén (587 a. C.) y la posterior caída de la ciudad, pero se aplica alegóricamente a los tres días de duelo por Cristo entre su crucifixión y resurrección.
Sin embargo, el contexto de las Leçons de ténèbres francesas era a menudo una actuación privada. La hija de 15 años de Delalande canataba para Luis XIV primero en sus salones y luego en la capilla, convirtiéndose en la alabanza de todo París. El catálogo de Philidor indica que los tres virtuosos solos Leçons de ténèbres de Delalande que se conservan fueron compuestos para tales ocasiones. 
Un conjunto completo de Leçons de ténèbres para los tres días completos de la Semana Santa (ejecutadas por razones prácticas en la víspera de cada día mencionado, es decir: Miércoles Santo, Jueves Santo, Viernes Santo), habría incluido nueve lecciones. Cada una de estas lecciones requería la musicalización de textos específicos de las Lamentaciones, aunque las convenciones sobre exactamente qué textos musicalizar variaban ligeramente desde el Renacimiento hasta el Barroco, y según las costumbres locales.
Lo siguiente representa el esquema típico del barroco francés establecido por Marc-Antoine Charpentier,  que sigue el orden del Breviario Romano de San Pío V tal como fue promulgado después del Concilio de Trento en 1568.
Miércoles Santo
- Première leçon pour le mercredi Saint – 1:1–5
- Deuxième leçon pour le mercredi Saint – 1:6–9
- Troisième leçon pour le mercredi Saint – 1:10–14

Jueves Santo
- Première leçon pour le jeudi Saint – 2:8–11
- Deuxième leçon pour le jeudi Saint – 2:12–15
- Troisième leçon pour le jeudi Saint – 3:1–9

Viernes Santo
- Première leçon pour le vendredi Saint – 3:22–30
- Deuxième leçon pour le vendredi Saint – 4:1–6
- Troisième leçon pour le vendredi Saint – 5:1–11

Sin embargo, en la práctica los compositores rara vez ofrecían un grupo completo de las 9 configuraciones. Una excepción notable fue Charpentier, quien compuso un conjunto completo, Les Neuf Leçons de ténèbres (H. 96–110), y replicó todas las composiciones varias veces. 
Sin embargo, en la práctica los compositores rara vez ofrecían un grupo completo de las 9 configuraciones. Una excepción notable fue Charpentier, quien compuso un conjunto completo, Les Neuf Leçons de ténèbres (H. 96–110), y replicó todas las composiciones varias veces. 
Además, los servicios requerían antífonas y motetes suplementarios: 9 por cada día, 27 en total. Charpentier volvió a producir extensamente en este género, como su Les neuf répons du mercredi saint (H. 111-119, 120-125, 135-137). Al igual que con las lecciones, los répons franceses se diferencian estilísticamente de los responsorios renacentistas de la Semana Santa de Victoria y Gesualdo.

## Estilo musical
El estilo característico de las Leçons de ténèbres se define por la tendencia hacia la interpretación virtuosa de solistas, para uno o dos vocalistas con bajo continuo, y música introspectiva y melismática, específicamente en los melismas sobre las letras hebreas que introducen cada verso en latín.
Por el contrario, las lamentaciones corales y orquestales de mayor escala del compositor provincial Jean Gilles están fuera del género principalmente parisino y más en línea con las lamentaciones de compositores barrocos de Europa Central, como Zelenka y Heinichen .

## Compositores
De todas las composiciones, las Leçons de ténèbres de Couperin. Sin embargo, las de Couperin no fueron las primeras, ni él fue el compositor más prolífico en este género: 
- Claudín de Sermisy ,
- John Sheppard, Tenebrae Responsories.
- Thomas Tallis, Lamentaciones de Jeremías
- Marc-Antoine Charpentier – H.91, H.92, H.93, H.94, H.95, H.96, H.97, H.98, H.99 a, b, c, H.100, a, b, c, H.101, H.102, H.103, H.104, H.105, H.106, H.107, H.108, H.109, H.110, Répons (H.111 - H.119), H.120, H.121, H.122, H. 123, H.124, H.125, Répons (H.126 - 134), H.135, H. 136, H.137, H.138, H.139, H.140, H.141, H.142, H.143, H.144 (1670 - 1695).
- Michel Lambert (1689)° [5]
- Michel Richard Delalande sobrevive una composición para cada uno de los días: miércoles, jueves y viernes.
- François Couperin 1714, se conservan 3 composiciones para el miércoles, los otros 6 ajustes para el jueves y el viernes se pierden.
- Sébastien de Brossard
- Jean-Féry Rebel (perdido)
- Louis-Nicolas Clérambault C.183 - 188 (perdido)
- Jean-Gilles
- Nicolás Bernier
- Jean-Baptiste Gouffet
- José Miguel
- Charles-Henri de Blainville
- Guillaume Bouzignac
- Alexandre Villeneuve
- José Meunier d'Haudimont
- Charles-Henri de Blainville
- Michel Corrette

Los compositores posteriores que siguieron en parte el estilo de cámara francés en sus escenarios de lamentaciones incluyen:
- José-Héctor Fiocco
- Franz Xaver Richter
- Jan Dismas Zelenka
- Arnaud Dumond – Suite de nueve nocturnos para guitarra solista

## Grabaciones seleccionadas
- Marc-Antoine Charpentier :
  - Leçons de Ténèbres, Office du Mercredi Saint, H.117, H.120, H.138, H.131, H.126, H.141, H.173, Office du Jeudi Saint, H. 121, H.139, H.136, H.144, H.128, H. 528, H. 510, H. 521 , Oficina del Vendredi Saint, H.95, H.99, H.100, H.140, H.133, H. .130. Il Seminario Musicale, Gérard Lesne . Clásicos vírgenes 1995. Diapasón de Oro
  - Leçons de Ténèbres, Office du Mercredi Saint, H.96, H.97, H.98, H.111, H.112, H.113, Office du Jeudi Saint, H.102, H.103, H.109 ; Office du Vendredi Saint, H.105, H.106, H.110 - Judith Nelson, Anne Verkinderen (sopranos), René Jacobs, Concierto vocal René Jacobs, dir. Harmonia Mundi 1979 Diapasón de Oro
  - Leçons de Ténèbres, H.96, H.97, H.98/108, H.102, H.103, H.106, H.105, H.109, H.110, H.100 a - Anne Marie Rodde, Sonia Nigoghossian, Helen Watts, Clara Virz, La Grande Écurie et La Chambre du Roy, dirigida por Jean Claude Malgoire . CBS 1978
  - Leçons de Ténèbres, H.120, H.121, H.122, H.123, H.124, H.125, H.135, H.136, H.137; Howard Crook, Luc de Meulenaere, altos contrastes; Jan Caals, Harry Ruyl, tenores; Michel Verschaeve, baja cola; Kurt Widmer, bajo; Música Polifónica, dirigida por Louis Devos. Erato 1984.
- François Couperin :
  - cuperina : Leçons de tenèbres, Alfred Deller, Philip Todd, Raphaël Perulli, Michel Chapuis, Harmonia Mundi 1970.
  - Office des Ténèbres de la Semaine Sainte, 3 Leçons de Ténèbres du Mercredy, Il Seminario Musicale, Gérard Lesne. Registros armónicos Cantus. 1993 Diapasón de Oro.
  - Hasnaa Bennani, Isabelle Druet, Claire Lefilliâtre (sopranos), Vincent Dumestre, Le Poème Harmonique, Alpha 2014.
- Michel Richard Delalande :
  - Claire Lefilliâtre (soprano), Vincent Dumestre, Le Poème Harmonique, Alpha 2002.
  - Sophie Karthäuser (soprano), Sébastien Daucé, Ensemble Correspondances, Harmonia Mundi 2015.
- Michel Lambert
  - Neuf Leçons de Ténèbres, Ivete Piveteau, directora, Noemi Rime, soprano, Nathalie Stutzmann, contralto, Charles Brett, alto contra, Howard Crook, ténor, Virgin classics 1989
  - Neuf leçons de Ténèbres, Marc Mauillon, Myriam Rigol, viola de gambe, Roussel Thibaut, luth, Mankar-Bennis, clavecin. CD Armonía Mundial 2018
- Jan Dismas Zelenka
  - Leçons de Ténèbres y Répons, Collegium Vocale 1704, Collegium 1704, Vaclav Luks, director. CD Acento 2012